# تایتان مدیا
تایتان مدیا (انگلیسی: Titan Media) شرکت پورنوگرافی آمریکایی است، که در سال ۱۹۹۵ تأسیس شد.